# Ctenopelma longicrus
Ctenopelma longicrus là một loài tò vò trong họ Ichneumonidae.